# كأس إيطاليا 2013–14
كأس إيطاليا 2013-14 (بالإيطالية: Coppa Italia 2013-2014)‏ هو الموسم 67 من  كأس إيطاليا. أقيم خلال الفترة 3 أغسطس 2013 وحتى 3 مايو 2014، والذي يشرف على تنظيمه اتحاد إيطاليا لكرة القدم، وكان عدد الأندية المشاركة فيه  78، وفاز فيه نادي نابولي.

## نتائج الموسم
| المركز | فريق        | لعب | ف | ت | خ | له | عليه | ف.أ | نقاط | ملاحظة |
| ------ | ----------- | --- | - | - | - | -- | ---- | --- | ---- | ------ |
|        | نادي نابولي |     |   |   |   |    |      |     |      |        |